# ألان ماكينتوش
ألان ماكينتوش (بالإنجليزية: Allan Mackintosh)‏ (و. 1936 – 1995 م) هو فيزيائي، وأستاذ جامعي من الدنمارك . ولد في المملكة المتحدة .
وكان عضواً في الجمعية الملكية .

## التعليم
تعلم في Peterhouse

## مناصب وهيئات
أدار جامعة ولاية آيوا.

## جوائز
حصل على جوائز منها:
- زميل في الجمعية الملكية
- knight of the Order of the Dannebrog.